# Jointure osseuse
Une jointure osseuse ou synostose est une fusion d'un ou plusieurs os par ossification d'une synchondrose.
Elles sont le résultat de l'évolution des synchondroses au cours de la croissance :
- La synchondrose sphéno-occipitale entre la partie basilaire de l'os occipital et la face postérieure du corps du sphénoïde qui se transforme en synostose entre 15 et 20 ans.

- La synchondrose intraoccipitale antérieure entre la partie basilaire de l'os occipital et l'écaille de l'os occipital qui se transforme en synostose entre 4 et 10 ans.
- La synchondrose intraoccipitale postérieure entre la partie basilaire de l'os occipital et l'écaille de l'os occipital qui se transforme en synostose entre 2 et 3 ans
- Les cartilages épiphysaires.

## Aspect clinique
Dans certains cas l'apparition d'une jointure osseuse est pathologique.
On parle de synostoses acquises lorsque la fusion fait suite à une fusion anormale de deux os à la suite d'une fracture.
On parle de synostoses congénitales lorsque la fusion fait suite à une fusion anormale de deux os au cours de la croissance. Elles peuvent se produire au niveau des membres transversalement (radio-ulnaire, tibio-fibulaire), longitudinalement (huméro-radiale, huméro-ulnaire, fémoro-tibiale, astragalo-calcanéenne, talo-calcanéenne), ou au niveau des vertèbres.
Des synostoses trop précoces au niveau des os du crâne (crâniosynostoses) au cours de la période fœtale peut provoquer des crâniosténoses sources de compression cérébrale

### Synostose radio-ulnaire
Un exemple de synostose est la synostose radio-ulnaire qui se caractérise par une soudure d'origine congénitale entre les épiphyses (extrémité des os longs) supérieures du radius et de l'ulna. Cette anomalie empêche les mouvements de pronation (prendre un objet) et de supination (tendre la paume de la main vers le haut). 
Cette synostose est très rare, seuls 350 cas ont été répertoriés dans la littérature. La rareté de cette malformation mène souvent à un diagnostic clinique tardif. L'âge moyen du patient au diagnostic est, en moyenne, de 6 ans, s'étendant de 6 mois à 22 ans. Les deux sexes sont affectés de manière égale, et 60 % des cas sont bilatéraux.